# Portato

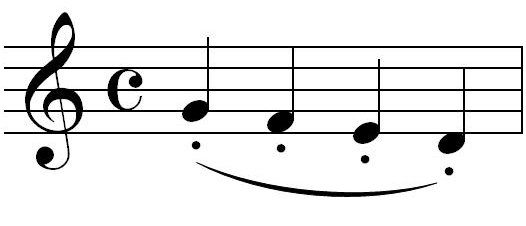
Zapis nutowy portato

Portato – sposób artykulacji dźwięku muzycznego. Pośredni między legato a staccato, polegający na oddzielnym, wyraźnym, lecz nie ostrym wykonywaniu kolejnych dźwięków. Nazwa pochodząca z włoskiego portato (przenoszony) oddaje sposób artykulacji (zwłaszcza na instrumentach klawiszowych) polegający na przenoszeniu palca z klawisza na klawisz. Oznacza się łącznie kropkami (jak staccato) i łukiem (jak legato) nad / pod nutami lub za pomocą wyrazu portato.